# Kanton Seilhac-Monédières
Der Kanton Seilhac-Monédières ist ein französischer Kanton im Département Corrèze und in der Region Nouvelle-Aquitaine. Er umfasst 21 Gemeinden im Arrondissement Tulle. Bei der landesweiten Neuordnung der französischen Kantone wurde er 2015 neu geschaffen mit Seilhac als Hauptort (frz.: bureau centralisateur).

## Gemeinden
Der Kanton besteht aus 21 Gemeinden mit insgesamt 12.146 Einwohnern (Stand: 1. Januar 2022) auf einer Gesamtfläche von 534,33 km²:
| Gemeinde                  | Einwohner 1. Januar 2022 | Fläche km² | Dichte Einw./km² | Code INSEE | Postleitzahl |
| ------------------------- | ------------------------ | ---------- | ---------------- | ---------- | ------------ |
| Affieux                   | 376                      | 30,19      | 12               | 19001      | 19260        |
| Beaumont                  | 115                      | 10,90      | 11               | 19020      | 19390        |
| Chamberet                 | 1.422                    | 69,85      | 20               | 19036      | 19370        |
| Chamboulive               | 1.158                    | 46,80      | 25               | 19037      | 19450        |
| Chanteix                  | 615                      | 19,47      | 32               | 19042      | 19330        |
| Lacelle                   | 136                      | 20,58      | 7                | 19095      | 19170        |
| Lagraulière               | 1.189                    | 30,75      | 39               | 19100      | 19700        |
| Le Lonzac                 | 819                      | 35,97      | 23               | 19118      | 19470        |
| L’Église-aux-Bois         | 51                       | 16,20      | 3                | 19074      | 19170        |
| Madranges                 | 168                      | 12,88      | 13               | 19122      | 19470        |
| Peyrissac                 | 127                      | 5,89       | 22               | 19165      | 19260        |
| Pierrefitte               | 93                       | 10,01      | 9                | 19166      | 19450        |
| Rilhac-Treignac           | 116                      | 9,42       | 12               | 19172      | 19260        |
| Saint-Clément             | 1.383                    | 26,56      | 52               | 19194      | 19700        |
| Saint-Hilaire-les-Courbes | 173                      | 36,36      | 5                | 19209      | 19170        |
| Saint-Jal                 | 599                      | 26,55      | 23               | 19213      | 19700        |
| Saint-Salvadour           | 317                      | 19,47      | 16               | 19240      | 19700        |
| Seilhac                   | 1.814                    | 25,75      | 70               | 19255      | 19700        |
| Soudaine-Lavinadière      | 143                      | 21,86      | 7                | 19262      | 19370        |
| Treignac                  | 1.258                    | 36,73      | 34               | 19269      | 19260        |
| Veix                      | 74                       | 22,14      | 3                | 19281      | 19260        |
| Kanton Seilhac-Monédières | 12.146                   | 534,33     | 23               | 1915       | –            |

## Politik
| Vertreter im Departementrat | Vertreter im Departementrat    | Vertreter im Departementrat |
| Amtszeit                    | Namen                          | Partei                      |
| --------------------------- | ------------------------------ | --------------------------- |
| 2015–                       | Jean-Jacques Lauga Hélène Rome | UMP                         |